# Baleia-jubarte
A jubarte ou baleia-jubarte (nome científico: Megaptera novaeangliae), também conhecida como baleia-corcunda, baleia-cantora, baleia-corcova, baleia-de-corcova, baleia-de-bossas, baleia-preta ou baleia-xibarte é um mamífero marinho presente na maioria dos oceanos. Ela é da ordem dos cetartiodáctilos (Cetartiodactyla), subordem dos cetáceos e infraordem dos misticetos (Mysticeti). É uma das maiores espécies de balenopterídeos (Balaenopteridae) ou rorquais. Quando salta, elevando seu corpo quase completamente para fora d’água, suas longas nadadeiras peitorais, que chegam a medir até 1/3 de seu comprimento total, poderiam ser comparadas às asas de um pássaro. Esta é a origem do nome Megaptera, que em grego antigo significa "grandes asas", enquanto novaeangliae fala do primeiro local onde foi registrada a espécie, Nova Inglaterra. É conhecida por seus comportamentos aéreos e outros mais realizados na superfície, o que as torna populares no turismo de observação de baleias. Machos produzem cantos complexos que duram de 10 a 20 minutos com a finalidade de atrair as fêmeas para acasalar. As baleias vivem na água apesar de não terem guelras, porque evoluíram há milhões de anos a partir de ancestrais que viviam na terra. Sua evolução está amplamente documentada no registro fóssil.
Baleias-jubarte migram mais de 25 000 km a cada ano das áreas de alimentação para as de reprodução, e geralmente nadam a uma velocidade de aproximadamente  27,7 km/h. Todas as populações são migratórias, à exceção de uma, que habita o Mar da Arábia, principalmente as águas de Omã. Elas só se alimentam no verão em águas polares e migram para os trópicos e sub trópicos para acasalar e ter seus filhotes no inverno e primavera. Sua dieta consiste de krill e peixes pequenos. Jubartes têm um vasto repertório de estratégias de pesca, incluindo a técnica de redes de bolhas, em que. Ao contrário de outros mamíferos, as baleias não têm nariz. Em vez disso, eles têm espiráculos (como narinas) no topo de suas cabeças. Os espiráculos são compostos de músculos que mantêm os buracos fechados quando as baleias estão submersas e abertas quando o animal está na superfície e precisa respirar.Muitas vezes ligados às baleias, estão ectoparasitas e/ou epibiontes como cracas e piolhos de baleia e, nas jubartes são comumente encontradas as espécies de craca Coronula diadema e Conchoderma auritum, além de possuir uma relação específica com Cyamus boopis, sendo a única espécie de baleia parasitada por  essa essa espécie de ciamídeo.
Como as outras grandes baleias, essa espécie foi ameaçada pela caça industrial. Elas foram caçadas até a beira da extinção quando as populações foram reduzidas em 90% antes da moratória de 1966. As estimativas do número de indivíduos é em cerca de 80 000 exemplares. Atualmente, a União Internacional para a Conservação da Natureza (IUCN) considera o estado de conservação da baleia jubarte como pouco preocupante. Este resultado se deve às grandes e significantes ações conservacionistas em todo o mundo. Mesmo com o fim da caça comercial, as baleias ainda sofrem com várias ameaças: emalhamento em redes de pesca, colisão com embarcações, encalhamento em praias e poluições.[carece de fontes?]

## Etimologia
O nome do gênero Megaptera significa asas grandes, do grego mega-/μεγα- (grande) e pteron/πτερα (asa), referência às suas nadadeiras peitorais que se assemelham a asas. Já seu nome específico novaeangliae vem do latim novus (nova) e angliae (Inglaterra) e é uma referência geográfica de onde o espécime tipo foi descrito pela primeira vez pelo naturalista alemão Georg Heinrich Borowski em 1781. Então, seu nome científico significa "grandes asas da Nova Inglaterra". Quando a jubarte mergulha costuma arquear a região da nadadeira dorsal, deixando corcova do dorso mais saliente. Desta característica deriva seu nome em inglês, humpback whale, ou baleia corcunda.

## Taxonomia e evolução
A baleia-jubarte é o único representante do gênero Megaptera que faz parte de uma família de oito espécies de baleias, os balenopterídeos (Balaenopteridae; também conhecidos como rorquais). Esta família inclui as baleias azul, comum, de-bryde, sei e minke. Acredita-se que as rorquais divergiram das outras famílias de misticetos no Mioceno Médio. Embora claramente relacionado com as baleias gigantes do gênero Balaenoptera, a jubarte é o único membro de seu gênero. Recentemente, análises de sequenciamento de DNA indicam que as jubartes são mais relacionadas com certas baleias, como a baleia-comum (B. physalus) e, possivelmente, a baleia-cinzenta (Eschrichtius robustus), do que com outras rorquais como a baleia-minke.
A jubarte foi identificada primeiramente como baleine de la Nouvelle Angleterre por Mathurin Jacques Brisson no seu Regnum Animale de 1756. Em 1781, Georg Heinrich Borowski descreveu a espécie, alterando o nome que Brisson deu para seu equivalente em latim, Balaena novaeangliae. Em 1804, Lacépède mudou essa espécie para a família dos balenídeos (Balaenidae), permanecendo B. jubartes. Em 1846, John Edward Gray criou o gênero Megaptera, classificando-a como Megaptera longipinna, mas em 1932, Remington Kellogg reverteu o nome da espécie para novaeangliae. Pesquisas genéticas, em meados de 2014, pela British Antarctic Survey confirmaram que a separação das populações no Atlântico Norte, Pacífico Norte e oceanos do hemisfério sul são mais distintas do que se pensava. Alguns biólogos acreditam que devem ser considerados como subespécies separadas e que evoluíram independentemente.

## Anatomia

### Características gerais

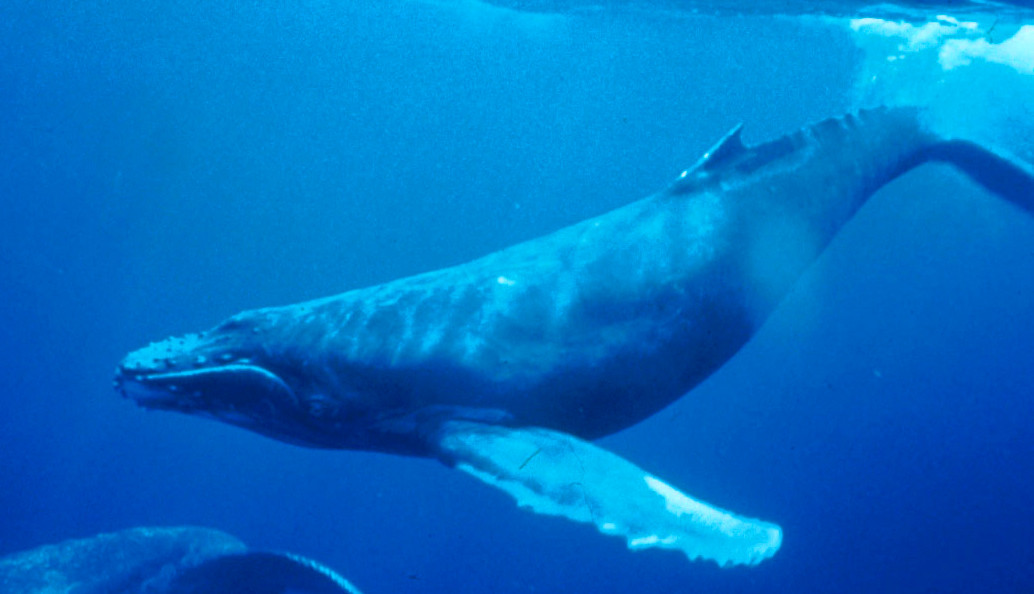
Uma baleia-jubarte

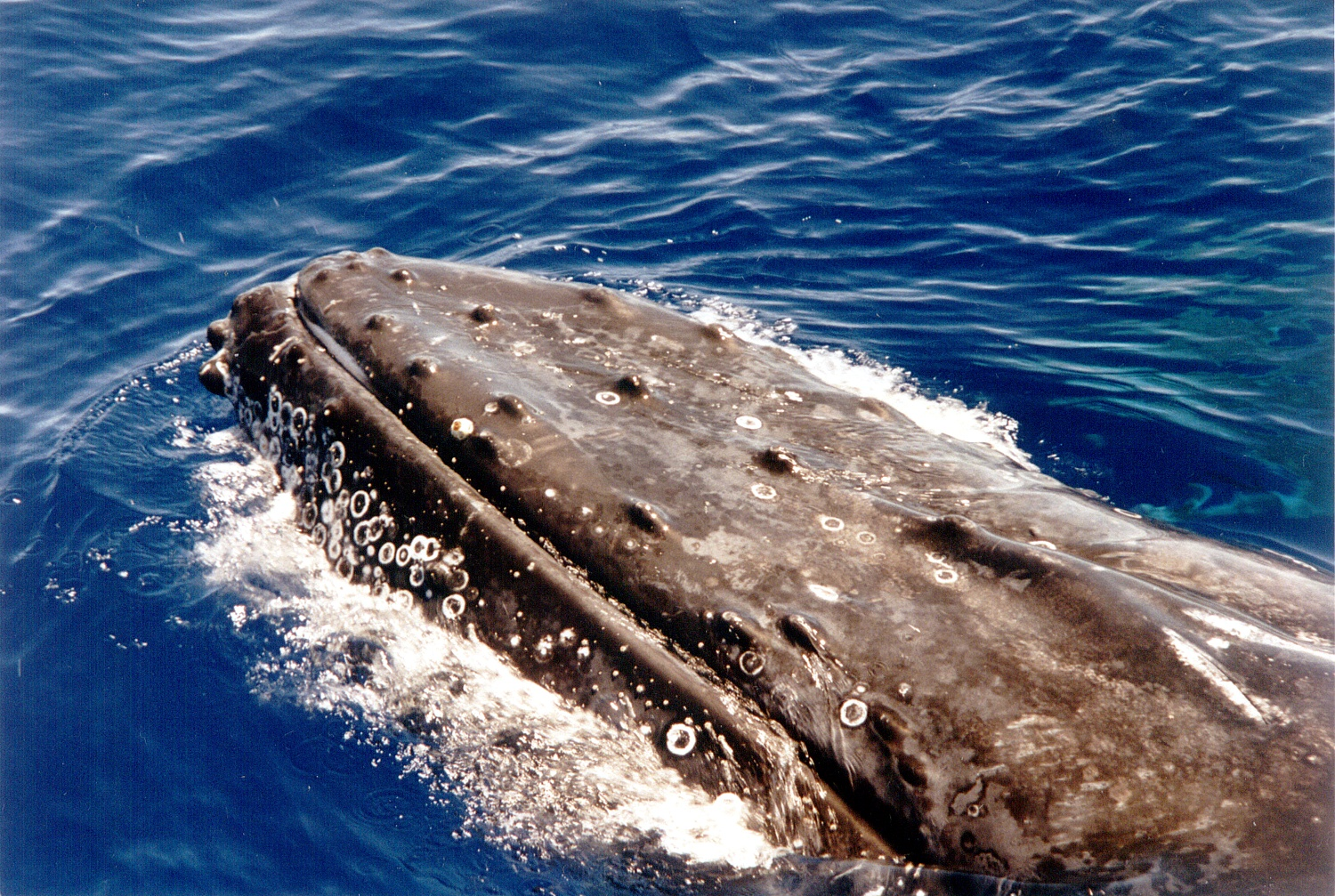
Tubérculos cefálicos característicos

Assim como todos os cetáceos, as jubartes possuem os todos os órgãos internalizados. As jubarte são reconhecidas facilmente devido a várias características peculiares como seu corpo atarracado, corcunda óbvia, coloração dorsal e nadadeiras peitorais longas. Suas nadadeiras apresentam manchas pretas e brancas e podem alcançar até um terço do comprimento do corpo, sendo maior do que qualquer outra espécie de cetáceo. Possuem a parte superior totalmente negra, parte inferior branca ou um pouco mais escura. Esse padrão de coloração, em que a parte superior é escura e a inferior é branca é chamado de Contra iluminação, e está presente em outros animais marinhos como orcas e tubarões. A cabeça e mandíbula inferior estão recobertas de pequenas protuberâncias características da espécie, chamadas de tubérculos, que na realidade são folículos pilosos. Ainda não se conhece qual a função destes pelos, mas se supõe que seja sensorial. Eles também produzem o que é chamado de "efeito tubérculo", melhorando a manobrabilidade das baleias na água da mesma forma que os ganchos na asa de uma coruja melhoram seu voo. No topo de sua cabeça, está o orifício respiratório, que exerce as mesmas funções das narinas, e permanece fechado durante todo o tempo em que o animal está submerso. Quando se aproxima da superfície este duplo orifício se abre e o ar quente é expelido com força pelos pulmões, condensando em contato com a atmosfera fria e formando uma nuvem de até 3 m de gotículas de água. Estima-se que as jubartes possam permanecer até cerca de 30 min submersas, e alcançar mais de 600 m de profundidade em seus mergulhos.
Assim como os demais membros de sua família, possui sulcos ventrais de coloração branca que são pregas paralelas que se estendem da mandíbula até a região do umbigo, por isso são consideradas rorquais. Seu número pode variar de 14 a 35 (com uma média de 14 a 22) e permitem uma maior abertura da boca longa e arqueada, expandindo quando o animal se alimenta e contraindo quando expulsa a água para fora da boca. Para filtrar o alimento da água do mar, geralmente o krill, utiliza suas barbas, que são uma série de placas compostas de queratina que descem do céu da boca e filtram a água, retendo o alimento. Ao todo possui de 270 a 400 placas de barbas de cor escura em cada lado da boca. Próximo ao canto da boca estão localizados os olhos, que possuem uma boa capacidade visual tanto dentro como fora d’água. As baleias não possuem orelhas pois isto atrapalharia seu formato hidrodinâmico, mas elas possuem ouvidos que são minúsculos orifícios, com cerca de 30 cm atrás dos olhos. O tórax é protegido por 14 pares de costelas que abrigam o coração e os pulmões.

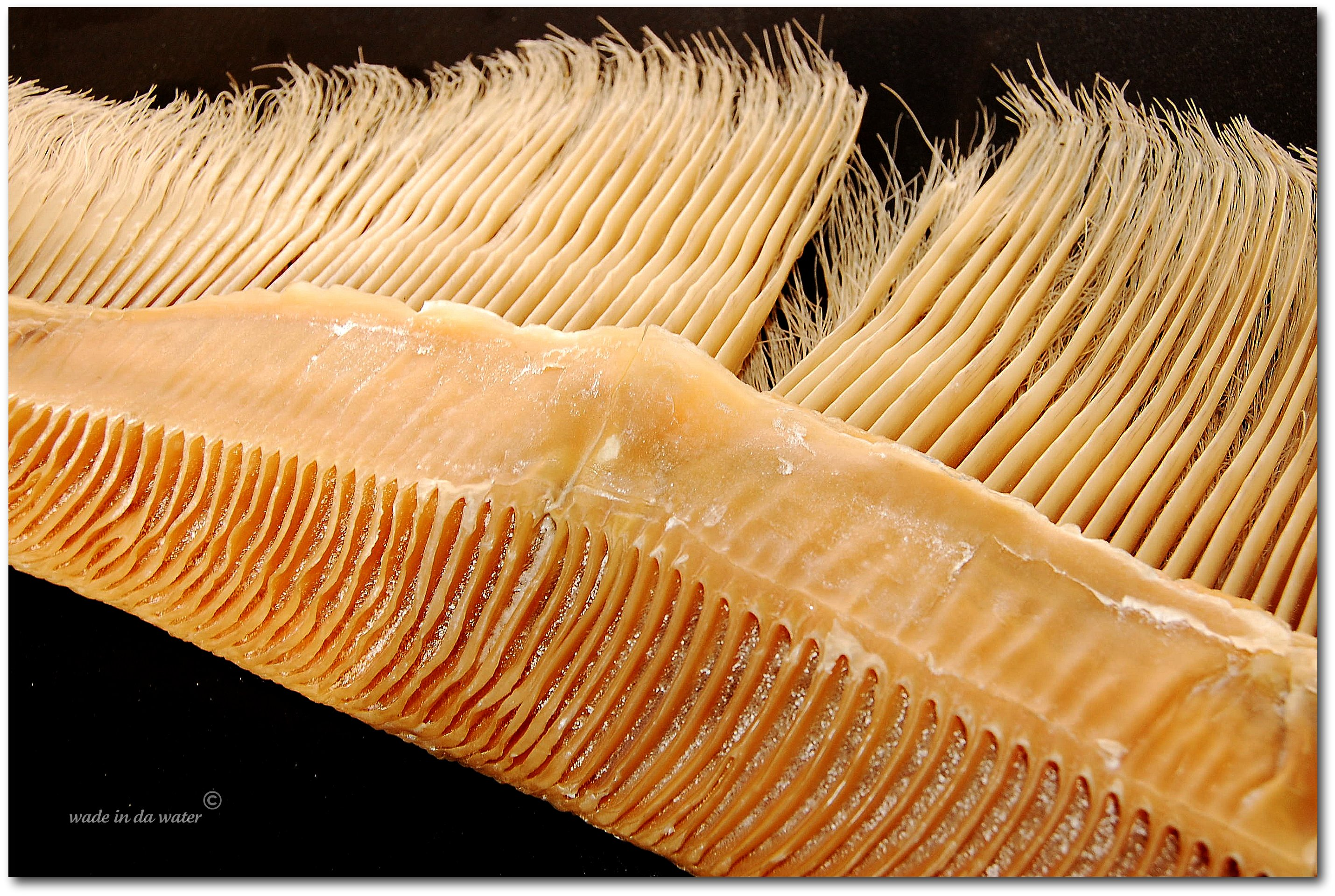
Barbas

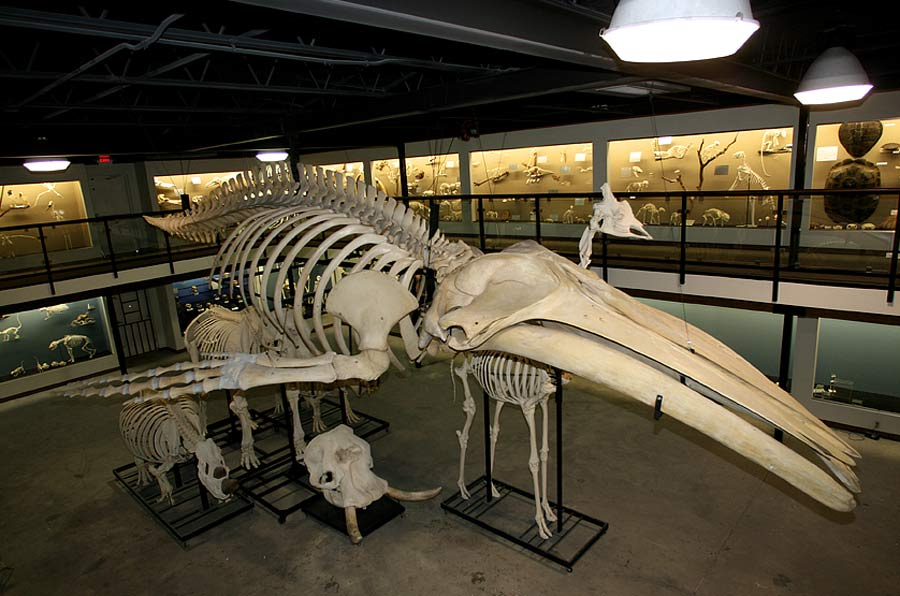
Esqueleto exposto no Museu de Osteologia de Oclaoma, nos Estados Unidos

Entre machos e fêmeas, há pouco dimorfismo sexual, principalmente pelo fato de o pênis dos machos estar internalizado na fenda genital. A principal diferença entre os gêneros é que, na região ventral próximo ao pedúnculo caudal, as fêmeas possuem uma fenda genital que fica deslocada em direção à nadadeira caudal próxima à abertura do ânus, já nos machos a fenda está deslocada em direção ao abdômen, próxima à cicatriz do umbigo, onde terminam as pregas ventrais. As fêmeas também possuem glândulas mamárias.[carece de fontes?] A única outra diferença anatômica externamente visível entre machos e fêmeas é a presença de um lobo hemisférico na região urogenital das fêmeas, localizada logo após a porção posterior da fenda genital. Paralelas à fenda genital existem duas pequenas fendas onde estão localizadas as glândulas mamárias. As baleias parem normalmente a cada dois ou três anos e a gestação dura onze meses. É raro, mas certas fêmeas podem dar à luz dois anos seguidos. Os filhotes das jubartes nascem com a cauda para fora primeiro, ao invés da cabeça como nos outros mamíferos. Essa característica é comum em todos os cetáceos.
Os Cyamus boopis, que são popularmente conhecidos como Piolhos de Baleias (Embora sejam crustáceos), são comumente encontrados nas Jubartes. Eles possuem um corpo achatado, fortes garras para se segurarem na baleia, olhos pequenos e uma boca modificada. Costumam se alojar nas fendas genitais, nos orifícios respiratórios e em feridas abertas. Provavelmente os saltos das baleias, além de impressionar as fêmeas e afastar os machos, servem também para remover o excesso desses parasitas. Como acompanhantes das baleias jubarte que não podem ser verdadeiramente classificados de parasitas, estão peixes como as rêmoras, que aderem temporariamente à pele da baleia, economizando a energia da natação por longas distâncias. Às vezes outros peixes seguem as jubartes, alimentando-se de fragmentos de pele escamada, algas ou dos próprios parasitas aderidos ao corpo da baleia.
A pele é relativamente fina para um animal de seu tamanho, possuindo menos de um centímetro de espessura. Aderidas na superfície da epiderme podemos encontrar as cracas. Na região dorsal a pele é de coloração preta, enquanto na região abdominal é variável, sendo preta em algumas regiões e branca em outras. Logo abaixo, está uma espessa camada de gordura que serve como um isolante térmico para protegê-las do frio das águas e como uma reserva de energia. Esta camada pode medir mais de 15 cm de espessura.
A salinidade (osmolaridade) do sangue da baleia é menor que a água do mar. O excesso de sais ingeridos na alimentação é eliminado pela urina, que é abundante. Porém devem evitar perda de água, o que não é difícil já que não possuem glândulas sudoríparas e o ar inalado é bastante saturado de vapor de água. Os rins são divididos em rentículos que atuam individualmente como se fossem um rim completo, fazendo a eliminação de sais ser mais eficiente. Foi Irving em 1935 que descobriu que durante o mergulho ocorria uma redistribuição do fluxo sanguíneo- circulação diferencial. Durante o mergulho o sangue oxigenado é reservado para irrigar o coração e o cérebro, os outros órgãos, músculos e a pele deixam praticamente de receber sangue. Nos cetáceos existe uma relação volume sanguíneo/peso corporal maior, além de haver maior quantidades de hemoglobina e mioglobina, pigmentos captadores de oxigênio, que permite ao animal ficar submerso por mais tempo. Os cetáceos também tem capacidade de passar do metabolismo aeróbico para o anaeróbico, a tolerância a essas substâncias resultantes também é maior comparada a outros mamíferos. A ventilação nos cetáceos é muito eficaz, na superfície respirando, eles chegam a renovar 85 a 90% do ar de seus pulmões, taxa essa que nos mamíferos terrestres é de apenas 5–15%. Outra adaptação ao mergulho é a intricada rede de vasos sanguíneos a qual envolve a coluna, a base do cérebro, o globo ocular, tórax e costelas, funcionando como “almofadões” para conter as mudanças de pressão. Também regulam o fluxo sanguíneo na circulação diferencial. As mudanças de pressão também afetam o ouvido médio, ao seu redor existe cavidades preenchidas com uma substância que lembra uma espuma, rodeado por plexo venoso, onde se aumenta ou diminui o fluxo sanguíneo para se equilibrar as pressões durante o mergulho.

### Tamanho
Os machos totalmente crescidos têm em média 13–14 m (43–46 ft). As fêmeas são ligeiramente maiores, com 15–16 m (49–52 ft); um grande espécime registrado tinha 19 m (62 ft) de comprimento e barbatanas peitorais medindo 6 m (20 ft) cada. A maior jubarte registrada, de acordo com os registros da caça às baleias, foi uma fêmea morta no Caribe; tinha 27 m (89 ft) de comprimento com um peso de 90 toneladas métricas (99 toneladas curtas), embora a confiabilidade desses dados extremamente atípicos seja impossível de confirmar. Os maiores exemplares medidos pelos cientistas do Comitê de Descoberta foram um macho e uma fêmea de 14,9 e 14,75 m (48,9 e 48,4 ft), respectivamente, embora isso estivesse fora de um tamanho de amostra de apenas 63 baleias. A massa corporal normalmente está na faixa de 25–30 t (28–33 ton), com grandes espécimes pesando mais de 40 toneladas métricas (44 ton).

### Nadadeiras

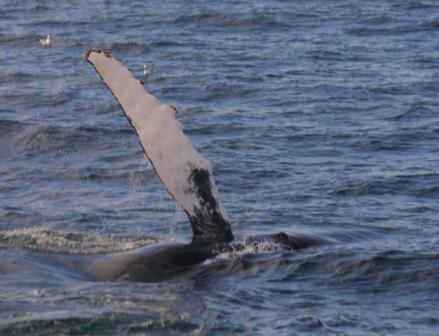
Nadadeira peitoral

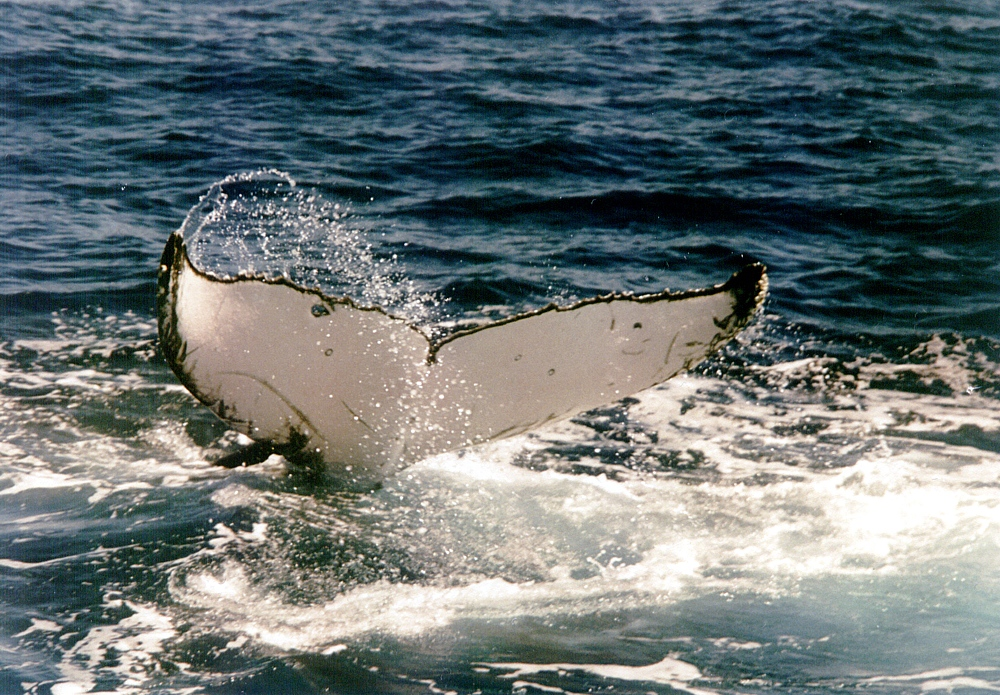
A forma de ondulação, as marcas negras e brancas e as cicatrizes permitem identificar os exemplares

Uma jubarte mostrando a cauda

Na região torácica, há duas longas nadadeiras peitorais, que numa jubarte adulta podem medir mais de 5 m de comprimento, as maiores dentre os cetáceos. A borda anterior da nadadeira peitoral é bastante ondulada, sua face ventral é branca enquanto a face dorsal em geral possui uma mistura de padrões de preto e branco. As nadadeiras peitorais em geral servem para ajudar a direcionar o movimento das baleias e dos golfinhos quando nadam, auxiliando na manutenção do equilíbrio. No dorso da jubarte, está a pequena nadadeira dorsal, localizada sobre uma ligeira corcova. Esta nadadeira dorsal possui um formato ligeiramente diferente para cada indivíduo. Em alguns indivíduos ela é mais arredondada e em outros pode apresentar um formato semelhante a uma foice (falcada).
Várias hipóteses tentam explicar suas nadadeiras peitorais. A maior capacidade de manobra proporcionada por nadadeiras longas e a utilidade da área de superfície aumentada para controle de temperatura ao migrar entre climas quentes e frios podem ter apoiado esta adaptação. Essas nadadeiras pesadas e muito longas com uma fileira de saliências semelhantes às juntas dos dedos ao longo de suas bordas anteriores são armas eficazes em confrontos com orcas. A grande craca Coronula diadema frequentemente se fixa ali, adicionando um equivalente natural ao soco-inglês. As jubartes ocasionalmente defendem outros animais contra o ataque de predadores; por exemplo, foram observados interferindo na defesa de um filhote de baleia-cinzenza que acabara de ser morto por orcas.
Logo após a nadadeira dorsal, inicia-se o pedúnculo caudal, uma grande e poderosa região muscular que, juntamente com a nadadeira caudal, é responsável por permitir a natação e outros comportamentos. É a batida da nadadeira caudal que permite às baleias se deslocarem. Numa baleia jubarte adulta a nadadeira caudal pode medir mais de 5 m de largura, correspondendo até um terço do tamanho total do corpo. Sua borda é serrilhada e na face ventral a coloração pode ir desde quase completamente branca até totalmente escura, apresentando cada animal um padrão de manchas e riscos diferentes. É justamente o fato de cada uma possuir um desenho único na nadadeira caudal que permite que cada baleia jubarte possa ser identificada como um indivíduo por meio das fotografias desta região. Podemos dizer então que a nadadeira caudal da jubarte é o equivalente às impressões digitais dos humanos.

### Sono
Os seres humanos respiram involuntariamente. Isso significa que respiramos sem pensar nisso. Temos um reflexo de respiração que começa quando estamos dormindo ou inconscientes. Podemos esquecer de respirar, por isso não paramos de respirar quando estamos dormindo. Mas o mesmo não acontece com as baleias. O sono dos cetáceos é caracterizado por uma quantidade insignificante ou ausência completa de sono com movimentos oculares rápidos, e um grau variável de movimento durante o sono associado ao tamanho do corpo e um estado ocular assimétrico. Quando um humano está dormindo, todo o seu cérebro está ocupado dormindo. No entanto, ao contrário dos humanos, as baleias dormem com apenas metade de seus cérebros em repouso.

### Identificação
Os padrões variados na cauda permitem distinguir os espécimes. A identificação é feita comparando a quantidade as marcas negras e brancas e cicatrizes na cauda. As jubarte recebem um número de catálogo. Um estudo usando dados de 1973 a 1998 em baleias no Atlântico Norte deu aos pesquisadores informações detalhadas sobre os tempos de gestação, taxas de crescimento e períodos de parto, além de permitir previsões populacionais mais precisas ao simular a técnica de marcação-liberação-recaptura. Um catálogo fotográfico de todas as baleias do Atlântico Norte conhecidas foi desenvolvido durante este período e é mantido pelo College of the Atlantic.

### Migaloo
Migaloo é o nome de uma jubarte totalmente branca. Foi fotografada pela primeira vez em junho de 1991. Naquela época, ele era a única baleia totalmente branca registrada no mundo. Por isso, foi nomeada como Migaloo, que na linguagem dos aborígenes de Queensland refere-se ao “companheiro branco”. No ano de 2014, um grupo de pesquisadores do Southern Cross University Whale Research Centre conseguiram coletar amostras da pele da baleia. Por meio delas, foi possível notar que Migaloo é um macho, com estimativa de nascimento em 1986. Para os cientistas, a jubarte pode ser albina, porém é necessário mais testes para concluir a afirmação. Migaloo faz parte de uma população de 15 a 17 mil baleias jubartes da região leste da Austrália, e oferece informações importantes sobre o comportamento migratório das jubartes em toda a costa australiana. Por causa disso, todas as embarcações, incluindo jet-skis, são proibidas de chegar a cerca de 500 m de Migaloo. Além disso, as aeronaves não podem chegar a menos de 2 000 ft. A multa por violar a lei é de US$ 16 500. Durante os últimos anos, Migaloo foi vista diversas vezes, sempre perto da mesma baleia jubarte macho, conhecida como Milo. Ela é reconhecida devido a um padrão único de pigmentação. Vale dizer que antes disso, os cientistas não sabiam que os machos da espécie viajavam com os companheiros ao longo de suas migrações.
Migaloo foi avistado pela última vez em 2020. Em julho de 2022, uma jovem jubarte branca foi encontrada morta numa praia na região de Mallacoota Victoria. Esse acontecimento causou pânico nos fãs de Migaloo, porém foi confirmado posteriormente que o espécime encontrado além de mais jovem também era uma fêmea.

### Jubarte encontrada em área de mata no Pará
No dia 22 de fevereiro de 2019, o corpo de uma baleia jubarte de aproximadamente 11 m de comprimento foi encontrado em uma área de mata na Ilha do Marajó, no Pará, e não apresentava ferimentos visíveis. Diferente do que espalharam nas redes sociais (com o objetivo de tornar a notícia ainda mais misteriosa do que ela realmente é), o animal foi encontrado próximo à praia do Araruna, no litoral de Soure. Em nota, a Secretaria de Meio Ambiente de Soure, diz que o animal teria morrido no mar e o corpo teria sido levado até a margem da praia pela ressaca. A ONG Bicho D’Água, que esteve no local, afirmou que o animal não era adulto e que a carcaça foi encontrada a cerca de 15 m de distância da praia, algo não tão incomum de acontecer. O Google Maps mostra que a área onde a baleia foi encontrada é cercada por água em três lados e, devido às cheias, a maré se encarregou de levar a baleia para a floresta.

## Comportamento
De todas as grandes espécies de baleias, as jubartes são as mais animadas e acrobáticas. Elas viajam sozinhas ou em pequenos grupos chamados de vagens de duas a três baleias. Para se comunicar, as baleias tocam as barbatanas umas com as outras, vocalizam e batem as barbatanas na água. A vida útil dos rorquais varia de 45 a 100 anos. As jubartes fêmeas tornam-se sexualmente maduras aos cinco anos de idade, enquanto os machos amadurecem por volta dos sete anos de idade. A região ao redor do arquipélago de Abrolhos parece ser um local bastante apropriado para as fêmeas e suas crias: em nenhum lugar do mundo tem-se uma concentração tão grande de filhotes — quase 50% dos grupos de baleias avistados. Durante as observações de ponto fixo na costa baiana e os cruzeiros de pesquisa no Brasil, as jubartes são avistadas realizando comportamentos como a natação (deslocamento em uma única direção), milling (movimentação sem uma direção definida), batida de cabeça (impulsiona a parte dianteira para fora da água horizontalmente e acaba por chocar a parte inferior da sua cabeça na água), repouso (boiadas na superfície) e comportamento ativo, igualmente observados em outras áreas de reprodução. A exposição caudal parada se caracteriza-se pela exposição da nadadeira caudal acima da superfície da água. A baleia posiciona-se por até 15 minutos de cabeça para baixo, somente com a cauda e, às vezes, parte do pedúnculo acima da superfície do oceano. Depois desse período, voltam à posição horizontal, normalmente permanecendo em repouso, boiando e respirando algumas vezes em intervalos curtos para logo em seguida repetir o comportamento.
Existem várias hipóteses para explicar o salto das jubartes. O som provocado pelo impacto do corpo da baleia na água pode representar uma estratégia de comunicação – uma forma de chamar a atenção de outros indivíduos ou grupos — ou talvez um macho se exibindo às fêmeas ou desafiando outros machos. O salto também pode constituir uma forma de eliminar parasitas e cracas que ficam aderidas ao corpo da baleia, ou ainda uma oportunidade de observar o que acontece sobre a superfície. Nos grupos de fêmeas com filhote, este comportamento provavelmente possui um significado diferente: durante muitas observações normalmente é o filhote quem inicia uma série de saltos, logo seguidos pela mãe e algumas vezes sincronizados com ela. Outro comportamento relatado é o chamado spyhop. Nele, a baleia-jubarte coloca a cabeça para o lado de fora da água verticalmente até passar um pouco mais da altura do olho, dando a entender que a baleia coloca o olho do lado de fora da água para "espiar" o que está na superfície.
Encontros recentes entre baleias jubarte e golfinhos mostram o lado brincalhão e divertido dessas interações. Em dois locais diferentes no Havaí, cientistas observaram golfinhos montando nas cabeças das baleias. As baleias levantavam os golfinhos para cima e para fora da água, e então eles deslizavam de volta para baixo. As duas espécies parecem cooperar entre si e não apresentam sinais de agressão ou sofrimento. Aparentemente, uma atividade social divertida como essa é extremamente rara entre as espécies. Já nas águas havaianas a interação parece mais comum, pois baleias e golfinhos foram vistos juntos mais de uma vez. Os golfinhos também parecem se dar bem com outras espécies de baleias. Em maio de 2021, o grupo de biólogos Far Out Ocean Research descobriu uma mãe golfinho-nariz-de-garrafa que adotou um filhote de baleia-piloto na costa da Nova Zelândia.

### Baleia salva mergulhadora
Nan Hauser é uma bióloga de 63 anos que há 28 anos mergulha em meio às baleias. Ela fazia uma imersão de rotina quando uma jubarte que ela conhece bem, começou a ter um comportamento estranho. A mergulhadora e o vídeo que ela conseguiu gravar são testemunhas que o animal não deixava que ela submergisse. Enquanto ela tentava mergulhar para o fundo, o animal a empurrava com a sua cabeça para a superfície. Por mais de 10 minutos, Hauser tentou compreender o comportamento do cetáceo. A bióloga afirma que nunca tinha passado tanto tempo tão perto desses animais e que, após algum tempo de intensa atividade, ficou ferida. Hauser decidiu, portanto, retornar à embarcação onde os seus companheiros de imersão estavam esperando por ela. Quando ela se afastou um pouco do cetáceo, se deu conta que havia um outro animal nadando com eles: um tubarão tigre com mais de 4 m de comprimento. Para a sua surpresa, depois de ter subido até a embarcação, ela pôde presenciar o momento em que a baleia sai até a superfície por um momento para se certificar de que a humana está a salvo. Ela aproveita para respirar, e, enquanto a humana lhe agradece por ter salvado a sua vida, ela submerge e se afasta.

### Estrutura social

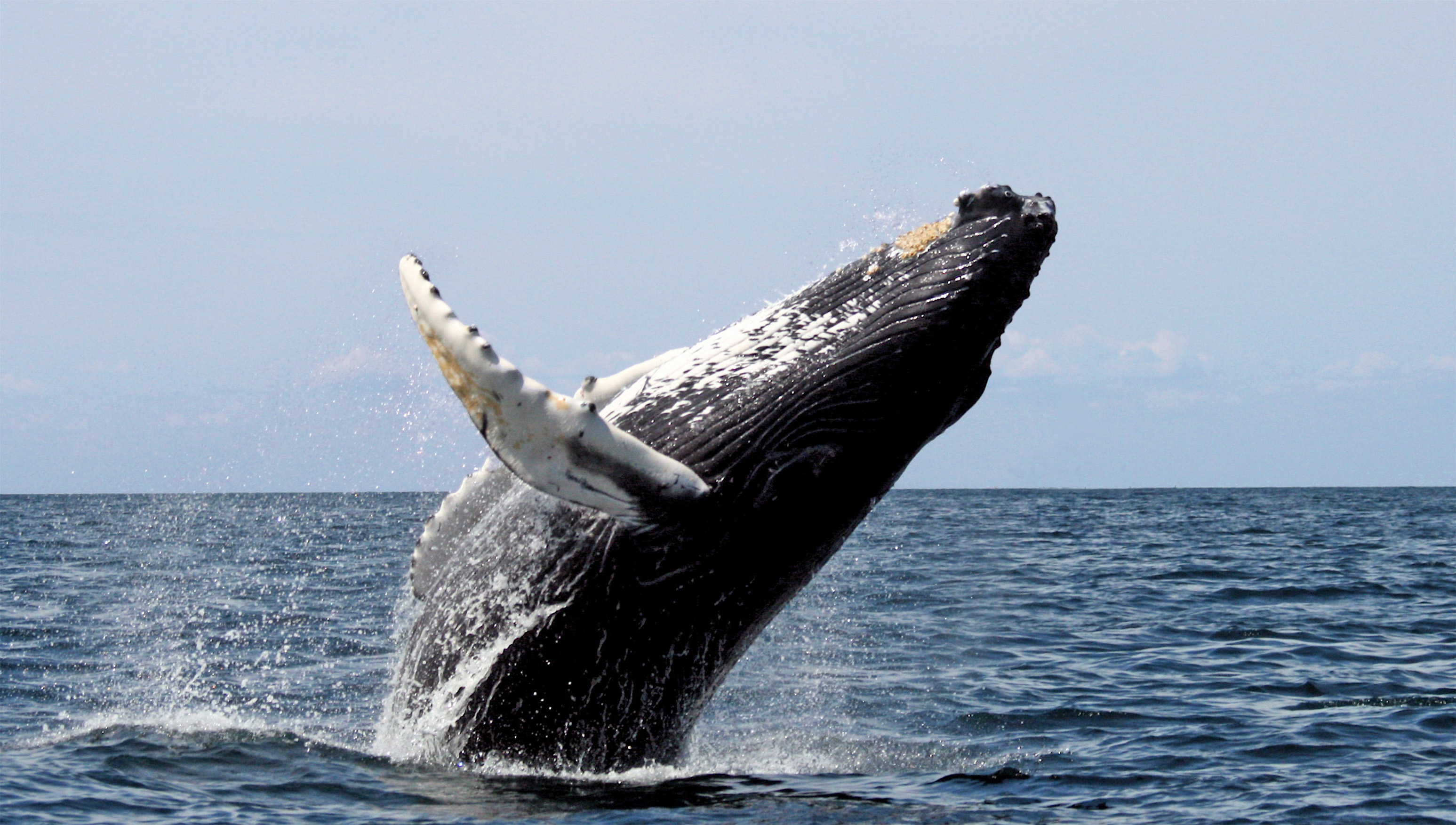
As jubartes frequentemente saltam, jogando dois terços ou mais de seus corpos para fora da água ante se colidirem de costas com a água

A organização social das baleias-jubarte é caracterizada por grupos pequenos e associações breves, com ocorrência comum de indivíduos sozinhos, duplas e trios. As associações estáveis em pares também, geralmente, são formadas por fêmea e filhote, que podem permanecer juntos por até três anos. Os agrupamentos são mais estáveis no verão, quando cooperam entre si para fins alimentares. Já nas áreas de reprodução no inverno, grupos maiores e não duradouros são observados em associação com demonstrações de competição sexual agressiva entre machos por uma fêmea que servem para estabelecer as relações dominantes entre os machos. Caracterizados por serem ativos e com vários comportamentos aéreos, grupos competitivos são constituídos por dois a vinte machos e um animal nuclear, que é uma fêmea em estro ou pré-estro e pode ou não estar amamentando um filhote. Análises genéticas de paternidade mostram que fêmeas acasalam com vários machos.

### Reprodução e filhote

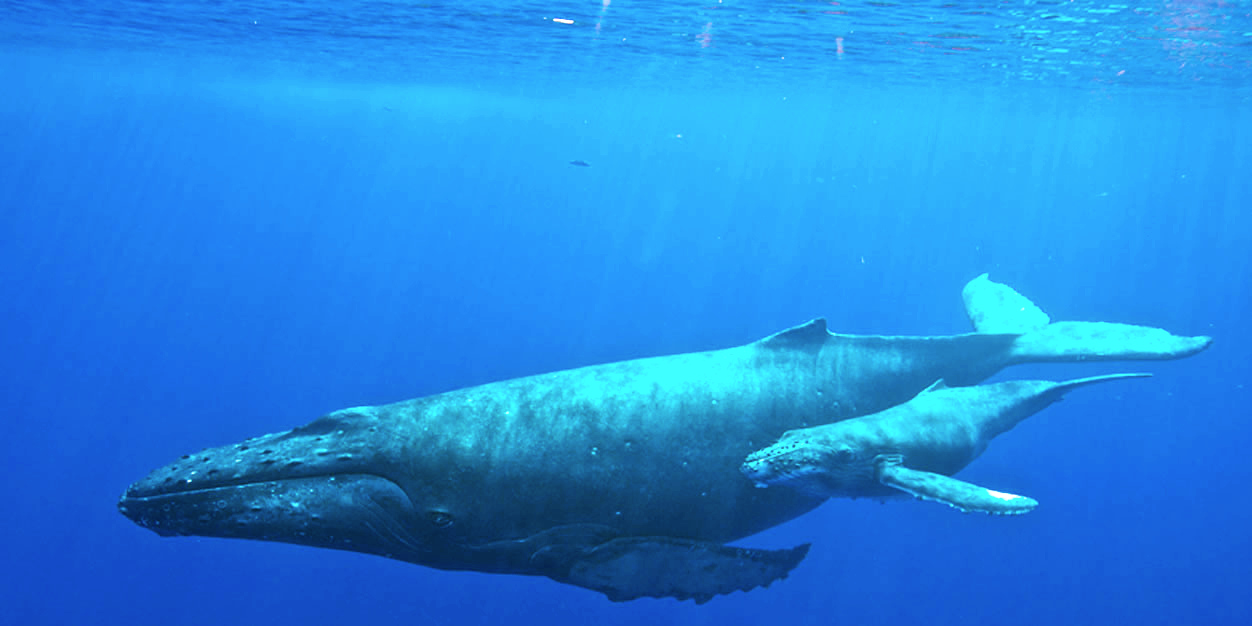
Fêmea com seu filhote

Rituais de acasalamento acontecem no inverno em áreas de reprodução em torno da Linha do equador. Podem formar-se grupos competitivos de machos em torno de uma fêmea para garantir a cópula com a mesma. Esses grupos costumam ser ativos, realizando saltos, batidas de cabeça, de cauda e da nadadeira peitoral, entre outros. O canto dos machos pode ser uma das formas de seleção pela fêmea ou de machos estabeleceram dominância, o que explicaria porque só os machos cantam. Pensa-se que seu canto também possa induzir as fêmeas ao estro.
Fêmeas geralmente engravidam a cada dois ou três anos e a gestação pode durar 11,5 meses. Os meses de pico de nascimento no Hemisfério Norte são janeiro e fevereiro e no Hemisfério Sul em agosto e setembro. As mães permanecem com o filhote por um a dois anos. Pesquisas recentes sobre DNA mitocondrial revelam que grupos que vivem próximos uns dos outros podem representar focos de procriação distintos. Nascimentos raramente foram observados. Um nascimento testemunhado em Madagascar ocorreu dentro de quatro minutos. Sabe-se que se hibridizam com outros rorquais; há um relato bem documentado de um híbrido de baleia jubarte-azul no Pacífico Sul. Os filhotes, que podem ser chamados de bezerros, nascem com aproximadamente 4 m de comprimento e pesam cerca de 1 t. Ingerem até 100 L de leite por dia e o desmame ocorre entre os 6 e 10 meses de vida do filhote. Os filhotes cutucam o abdômen da mãe para expor suas glândulas mamárias, e sugam o leite diretamente delas. Logo após nascer, os filhotes precisam chegar até a superfície para encher seus pulmões com ar pela primeira vez, ele é ajudado pela mãe que o apoia em sua costa para que ele possa emergir. Após o nascimento e estabelecida a respiração é hora da alimentação da jovem baleia, assim como todos os mamíferos, as Jubartes amamentam seus filhotes, o leite é composto por um alto teor de gordura, necessário para que o filhote cresça e se desenvolva com saúde. Os filhotes ao sentirem necessidade de mamar tocam suavemente sua mãe, e mantendo-se próximo a ela, dobram sua língua em forma de U para canalizar o leite, em seguida, através de contrações do abdômen a mãe jorra este leite que possui grande concentração de gordura (cerca de 40%), o que impede que o mesmo se misture com a água do mar. Todo este processo dura cerca de um minuto, porém os filhotes chegam a serem amamentados de 2 a 3 vezes por hora, inclusive à noite. Os próximos meses são críticos para a vida do filhote, é nesse período que ele está mais exposto a uma série de ameaças e perigos. Um filhote que se perca de sua mãe poderá sofrer de inanição com consequências fatais. Predadores como orcas e tubarões brancos podem atacar os bezerros. Os seres humanos também representam uma ameaça a esses bebês, que podem se enroscar em redes de pesca. A fim de proteger seus filhotes, as fêmeas mantêm contato corporal durante todo o período. Por exemplo, se algum barco se aproxima, elas se colocam entre o filhote e a embarcação como forma de proteção.
A fêmea e o filhote aguardam até ao fim da temporada para retornar ao sul. Esse período é extremamente importante para que o filhote desenvolva uma espessa camada de gordura que o ajudará a enfrentar o frio e os dois meses de viagem até as geladas águas das ilhas Sandwich do Sul e Geórgia do Sul. Por volta de dez meses o filhote começa a desmamar e passa a se alimentar de Krill. Durante o verão do hemisfério sul a jovem baleia e sua mãe precisam se alimentar muito bem e garantir uma boa reserva de energia para que possam suportar o jejum do inverno e a migração ao Brasil, onde não existe krill. Nas águas geladas o filhote aprende com a mãe técnicas para caçar o pequeno crustáceo, uma delas é a caça com bolhas, na qual as baleias produzem uma espécie de rede de bolhas que leva os pequenos animais próximo a superfície, podendo assim abocanhar o Krill.
Com um ano o filhote torna-se independente e se separa da mãe. Os machos não cuidam dos filhotes.

### Relações interespecíficas
As jubartes são amigáveis e interagem com outros cetáceos, como os golfinhos-nariz-de-garrafa (Tursiops). As baleias-francas interagem com as jubarte. Esses comportamentos foram registrados em todos os oceanos. Registros de jubartes e francas-austrais demonstrando o que foram interpretados como comportamentos de acasalamento, foram documentados ao largo do Moçambique e nas costas brasileiras. As jubartes aparecem em grupos mistos com outras espécies, como as: baleia-azul, comum, minke, cinzenta e cachalote. A interação com as baleias-cinzenta, comum e franca foi observada. Equipes de pesquisadores observaram uma jubarte macho cantando um tipo desconhecido de música e se aproximando de uma comum em Rarotonga em 2014. Um indivíduo foi observado brincando com um golfinho-nariz-de-garrafa em águas havaianas. Incidentes de jubartes protegendo outros animais, como focas e outras baleias contra orcas foram documentados e filmados. Estudos de tais incidentes indicam que o fenômeno é amplo e global, com incidentes sendo registrados em vários locais em todo o mundo. Em setembro de 2017, em Rarotonga, nas ilhas Cook, a mergulhadora e bióloga de baleias Nan Hauser relatou que duas jubartes adultas a protegeram de um tubarão-tigre de 4,5 m (15 ft), com uma baleia empurrando-a para longe do tubarão enquanto a outra usava sua cauda para bloquear os avanços do tubarão.

### Importância para o ecossistema
As baleias jubarte são consideradas “jardineiras do mar”. Isso porque, com seu grande volume de fezes e urina, e com a transposição de nutrientes de suas áreas circumpolares de alimentação para os mares tropicais onde se reproduzem, as baleias fertilizam as camadas superficiais dos oceanos, aumentando a produtividade do fitoplâncton, a base da cadeia alimentar marinha. Isso é fundamental para toda a biodiversidade marinha e também para a pesca, que depende de uma boa produtividade na base da cadeia alimentar para ter bons resultados. As baleias também são extremamente importantes para o ciclo de carbono dos oceanos, ajudando a reduzir as mudanças climáticas através do armazenamento de carbono nos seus grandes corpos e depósito de grandes volumes de carbono nos fundos oceânicos quando morrem, carbono esse que levará centenas ou milhares de anos para retornar à atmosfera. As baleias mortas também são importantes para os ecossistemas oceânicos, alimentando outros animais como tubarões e aves quando as carcaças boiam nos primeiros dias da morte, e provendo as comunidades dos fundos oceânicos de grande profundidade com alimento escasso e fundamental para esses ecossistemas depois que os cadáveres afundam. Esse evento recebe o nome de ‘’Whale Fall’’.

### Canto

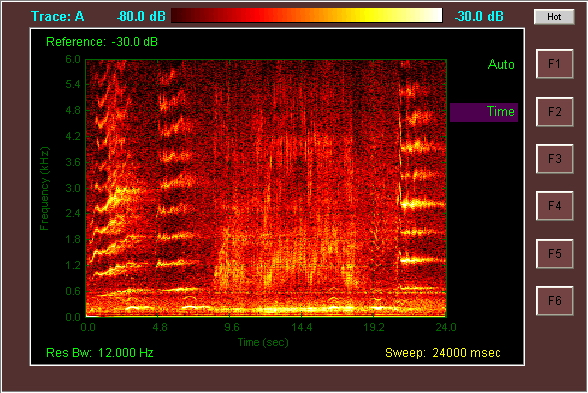
Espectrograma das vocalizações da jubarte: detalhes são mostrados para os primeiros 24 segundos da gravação de 37 segundos "Canto das jubartes". Nessa gravação, as "canções" etéreas são ouvidas antes e depois de um conjunto de "cliques" comunicativos no meio

No passado os navegadores já ouviam os sons das baleias em condições de muito silêncio, devido a proximidade dos animais e a calmaria. Quando o tráfego de embarcações começou a aumentar, a poluição sonora nos oceanos dificultou cada vez mais que esses sons fossem ouvidos. É possível que esses sons inspiraram os mitos das sereias, uma vez que certos cantos lembram brevemente a voz humana. O primeiro som de baleia foi de fato registrado apenas durante a Segunda Guerra Mundial, quando sonares e submarinos começaram a ser usados em pesquisas para ouvir embaixo d’água e, então, foi consolidado que as baleias emitiam sons. A primeira gravação do canto de uma jubarte foi em 1952 através de um hidrofone da marinha dos Estados Unidos instalado embaixo d’água no Havaí. A qualidade dos aparelhos melhorou muito desde esse primeiro registro, o que facilita a compreensão e análise dos cantos.
As baleias-jubarte machos e fêmeas vocalizam, mas apenas os machos produzem o "canto" longo, alto e complexo pelo qual a espécie é famosa. Cada música consiste em vários sons em um registro baixo, variando em amplitude e frequência e normalmente durando de 10 a 20 minutos. Os indivíduos podem cantar continuamente por mais de 24 horas. Os cetáceos não têm cordas vocais; em vez disso, produzem som por meio de uma estrutura semelhante à laringe encontrada na garganta, cujo mecanismo não foi claramente identificado. Até onde sabemos, o ar entra pelas narinas e enche o saco de ar laríngeo, que vibra e produz as ondas sonoras emitidas da cabeça para a água. As baleias não precisam expirar para produzir som. O som mais curto, é a unidade. Uma série dessas unidades pode ser chamada de frase; uma sequência contínua de frases semelhantes é chamada de tema e, por fim, vários temas diferentes são combinados formando o canto. De acordo com Michael Noad, professor associado no Laboratório de Acústica e Ecologia de Cetáceos da Universidade de Queensland, as jubartes e as baleias-da-Groenlândia possuem os cantos mais complexos. Dentro de uma população cantam uma única canção. Todas as jubartes do Atlântico Norte cantam a mesma canção, enquanto as do Pacífico Norte cantam uma canção diferente. A canção de cada população muda lentamente ao longo de um período de anos sem se repetir. As canções são transmitidas culturalmente e, em alguns casos, foi demonstrado que se espalham "horizontalmente" entre as populações vizinhas ao longo de temporadas sucessivas de reprodução. Os cientistas não têm certeza do propósito do canto. Apenas os machos cantam, sugerindo que um dos objetivos é atrair fêmeas ou induzir o estro. No entanto, muitas das baleias observadas ao se aproximarem de um cantor são outros machos, geralmente resultando em conflito. Cantar pode, portanto, ser um desafio para outros machos. Alguns cientistas levantaram a hipótese de que a música pode ter uma função ecolocativa. As jubartes têm a capacidade de mudar seus sinais vocais depois de entrar em contato com os sinais vocais de outros indivíduos. Apenas alguns grupos de mamíferos têm essa capacidade, incluindo cetáceos, pinípedes, morcegos, elefantes e humanos. Uma vez que o novo canto é registrado em uma população, todos os machos aderem a ela. O que inicia as mudanças ainda não foi esclarecido. Durante a estação de alimentação, as jubartes fazem vocalizações não relacionadas para pastorear peixes em suas redes de bolhas. As baleias jubarte fazem outros sons para se comunicar, como grunhidos, gemidos, bufos e latidos. A tecnologia usada para gravar as baleias ficou muito mais barata na última década, tornando-a mais acessível a pesquisadores. Além disso, programas de computador capazes de analisar uma grande quantidade de dados rapidamente têm ajudado a interpretar registros adquiridos ao longo dos anos. A possibilidade de fixar o aparelho de ultrassom nas baleias sem machucá-las possibilitou mais dados. Por outro lado, ele fica apenas algumas horas na baleia, o que limita a informação que pode ser coletada. Jubartes podem captar sons de até 20 000 hertz.

### Respiração
As baleias são mamíferas que respiram ar e precisam emergir para conseguir o ar de que precisam. A nadadeira dorsal atarracada é visível logo após o espiráculo (exalação) quando a baleia surge, mas desaparece quando a cauda emerge. As jubartes têm um sopro espesso em forma de coração de 3 m (9,8 ft) através dos espiráculos. Geralmente não dormem na superfície, mas devem continuar a respirar. Possivelmente, apenas metade de seu cérebro dorme ao mesmo tempo, com uma metade gerenciando o processo de mergulho na superfície sem despertar a outra metade. Os cientistas utilizam drones especiais equipados com placas de Petri para sobrevoar as baleias ao soltar o ar e assim obtêm amostras de muco sem perturbar os animais, o que permite aos pesquisadores reunir informações sobre sua saúde, níveis de estresse, presença de poluentes e diversas outras informações. O borrifo do animal, que pode ser visto quando o mesmo emerge para respirar não se trata de um esguicho de água: Quando o ar quente dos pulmões encontra o ar frio do ambiente, ele condensa formando uma fumaça, que possui muco e gotículas de água do mar que recobrem o espiráculo quando a baleia exala o ar dos pulmões.

### Migração
Os padrões migratórios e as interações sociais foram explorados na década de 1960, e por estudos posteriores em 1971. Calambokidis et al. forneceu a "primeira avaliação quantitativa da estrutura migratória das baleias-jubarte em toda a bacia do Pacífico Norte".

### Encalhamentos
O encalhamento de baleias jubartes é relativamente comum, pois esses animais costumam chegar bem perto da costa. Na maioria dos casos, elas já chegam mortas na areia, sendo levadas pelas marés e correntes. No caso das baleias vivas que encalham, isso pode acontecer devido a inúmeros fatores, como a velhice, doenças ou um erro de navegação por parte desses cetáceos. Além dos fatores naturais, os ruídos subaquáticos produzidos pelo homem também podem deixar esses animais desorientados. Embora as baleias respirem ar, o encalhamento as prejudica muito, pois elas podem passar por hipertermia, uma vez que seus corpos ficam grande parte do tempo submersos. Baleias encalhadas podem sobreviver, se equipes de veterinários e biólogos forem rapidamente acionadas. Não é recomendado que pessoas com pouco ou nenhum conhecimento sobre esses animais tentem devolvê-los ao mar por conta própria, pois isso pode machucar a baleia. As autoridades também recomendam não tocar em baleias mortas devido o fenômeno de explosão, causado pelo acúmulo de gases no interior do organismo da baleia.

## Distribuição geográfica e habitat

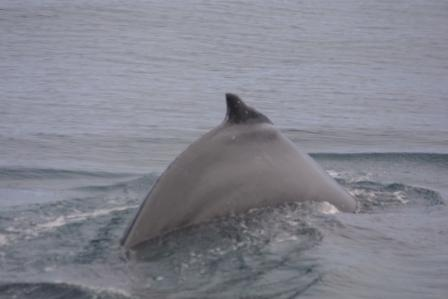
Uma jubarte

As jubartes habitam todos os principais oceanos, em uma ampla faixa que vai da borda do gelo da Antártica até a latitude 81° N. As quatro populações globais reconhecidas são as do Pacífico Norte, Atlântico, Oceano Antártico e Oceano Índico. Essas populações são distintas. Embora a espécie tenha distribuição cosmopolita e geralmente não seja considerada como cruzando a linha do equador, observações sazonais em Cabo Verde sugerem possíveis interações entre as populações de ambos os hemisférios. Com exceção do grupo do mar da Arábia, presenças durante todo o ano foram confirmadas entre águas britânicas e norueguesas. Partes de áreas de invernada ao redor do globo foram mal estudadas ou não foram detectadas, como em torno das ilhas Picárnia, ilhas Marianas Setentrionais (por exemplo, Marpi e recifes CK nas proximidades de Saipã), ilhas Vulcano, baía de Pesalengue, Trindade e Martim Vaz, Maurícia e Aldabra.
As baleias já foram incomuns no Mediterrâneo e no mar Báltico, mas aumentaram sua presença em ambos à medida que as populações globais se recuperavam. Aumentos recentes na bacia do Mediterrâneo, incluindo avistamentos, indicam que mais baleias podem migrar para o mar interior no futuro, não apenas para o inverno, mas também para se alimentar. As jubartes também estão mostrando sinais de se expandir novamente em faixas anteriores, como Escócia, Escagerraque e Categate, bem como fiordes escandinavos como Kvænangen, onde não eram observadas há décadas.
No Atlântico Norte, as áreas de alimentação variam da Escandinávia à Nova Inglaterra. A reprodução ocorre no Caribe e em Cabo Verde. Nos oceanos Atlântico Sul e Índico, podem se reproduzir no Brasil, bem como nas costas do centro, sul e sudeste da África (incluindo Madagascar). Visitas de baleias ao interior do Brasil. As visitas de baleias ao golfo do México têm sido raras, mas ocorreram no golfo historicamente. No Atlântico Sul, cerca de 10% da população mundial da espécie possivelmente migra para o golfo da Guiné. A comparação das canções entre as do cabo Lopes e do arquipélago de Abrolhos indicam que ocorrem misturas transatlânticas entre as populações do oeste e do sudeste. No Brasil, pesquisas aéreas mostraram que sua distribuição nas águas da costa é registrada do Rio Grande do Sul até o Piauí, sendo que o Abrolhos, na Bahia, é o maior habitat de reprodução da espécie no Atlântico Sul Ocidental.
Uma grande população se espalha pelas ilhas havaianas a cada inverno, variando da ilha do Havaí, no sul, até a ilha Kure, no norte. Esses animais se alimentam em áreas que vão desde a costa da Califórnia até o mar de Beringue. As jubartes foram observadas pela primeira vez em águas havaianas em meados do século XIX e podem ter ganhado domínio sobre as baleias-francas-do-pacífico-norte, já que as baleias-francas foram caçadas até quase a extinção. Um estudo de 2007 identificou sete indivíduos que passavam o inverno na costa do Pacífico da Costa Rica como tendo viajado da Antártica — cerca de 8 300 km (5 200 milhas). Identificados por seus padrões únicos de cauda, esses animais fizeram a migração de mamíferos mais longa documentada. Na Austrália, duas populações migratórias principais foram identificadas, nas costas oeste e leste. Essas duas populações são distintas, com apenas algumas fêmeas em cada geração cruzando os dois grupos.
No Panamá e na Costa Rica, vêm tanto do hemisfério sul (julho a outubro com mais de 2 000 baleias) quanto do hemisfério norte (dezembro a março totalizando cerca de 300). Alguns habitats em recolonização são confirmados, especialmente no Atlântico Norte e Sul (por exemplo, costas inglesas e irlandesas, Canal da Mancha) para costas no norte, como o mar do Norte e o mar Frísio, onde o primeiro avistamento confirmado desde 1755 foi feito em 2003, o Pacífico Sul (por exemplo, costas da Nova Zelândia e Niue), as ilhas pelágicas do Chile como Sala y Gómez e Páscoa, onde as possibilidades de áreas de inverno não documentadas foram consideradas, os fiordes ao sul do Chile e do Peru (por exemplo, golfo de Penas, estreito de Magalhães, canal de Beagle) e na Ásia, como nas Filipinas, ilhas Babuyan, Cagayan (a primeira mortalidade moderna da espécie no país foi em 2007 ), Calayan e baía de Pasalengue, as ilhas Riuquiu, as Ilhas Volcano no Japão e as ilhas Marianas do Norte recentemente tornaram-se novamente estáveis/crescentes áreas de inverno, enquanto as ilhas Marshall, e as costas do Vietnã, Taiuã e China mostram uma recuperação lenta ou nenhuma recuperação óbvia. Em 2020, uma baleia foi vista vagando no rio São Lourenço em Montreal e um Migaloo (espécime albino) em águas australianas.

### Ásia
As baleias novamente migram dos arquipélagos japoneses para o mar do Japão. As conexões entre esses estoques e as baleias vistas no mar de Ocótsqui, nas costas de Camchata e ao redor das ilhas Comandante foram estudadas. As distribuições históricas do inverno poderiam ter sido muito mais amplas e mais ao sul, já que as baleias foram vistas em áreas ao longo de Batanes, Sulu e Celebes incluindo Palauã, Lução, Malásia e Mindanau, com densidades mais altas ao redor do atual cabo Eluanbi e do Parque Nacional de Kenting. Avistamentos não confirmados foram relatados perto de Bornéu nos tempos modernos. A primeira confirmação na Taiuã moderna era de um par ao largo de Hualiém em 1994, seguido por uma fuga bem-sucedida do emaranhamento ao largo de Taitum em 1999, e avistamentos contínuos ao redor da ilha das Orquídeas em 2000. Poucos / nenhum migra regularmente para o Parque Nacional de Kenting. Ademais, apesar dos avistamentos relatados quase anualmente nas ilhas Verde e da Orquídeas, estadias relativamente curtas nessas águas indicam recuperações, pois o forrageio de inverno não ocorreu. Avistamentos, incluindo de um par de filhotes, ocorreram ao longo da costa leste de Taiuã. Em torno de Honcongue, dois avistamentos documentados foram registrados em 2009 e 2016. Um dos primeiros dentro do mar Amarelo de um grupo de 3 ou 4 indivíduos, incluindo um par de filhotes no condado de Xangai em outubro de 2015.
Desde novembro de 2015, as baleias se reúnem em torno de Hachijo-jima, bem ao norte das áreas de reprodução conhecidas nas ilhas Bonim. Todas as atividades de reprodução, exceto o parto, foram confirmadas em janeiro de 2016. Isso torna Hachijo-jima o local de reprodução mais ao norte do mundo, ao norte de criadouros como Amami Oxima, atol Midway, e Bermudas.

### Mar da Arábia
Uma população não migratória no mar da Arábia permanece lá durante todo o ano. As migrações anuais mais típicas cobrem até 25 000 km (16 000 mi), tornando-se uma das espécies de mamíferos mais viajadas. Estudos genéticos e pesquisas visuais indicam que o grupo árabe é o mais isolado de todos os grupos jubarte e é o mais ameaçado, com possivelmente menos de 100 animais. No mar da Arábia, a ilha e o golfo de Maceira, as ilhas Halaniate e a baía de Curia Muria são pontos quentes para a espécie.
As baleias foram historicamente comuns em águas continentais e marginais, como as ilhas Halaniate, ao longo das costas indianas, golfo Pérsico e golfo de Adem, e migrações recentes para o golfo incluindo pares de vacas e filhotes. Não se sabe se as baleias vistas no mar Vermelho se originam nesta população, no entanto, os avistamentos aumentaram desde 2006, mesmo na parte norte do mar, como no golfo de Acaba. Os indivíduos podem chegar às Maldivas, Seri Lanca ou mais a leste. As jubartes têm sido consideradas vagabundas no Golfo Pérsico, no entanto, novos estudos indicam que presenças mais regulares podem ser esperadas. As origens das baleias que ocorrem nas Maldivas não são claras nas populações da Arábia ou do Pacífico sul, e as sobreposições são possíveis.

## Alimentação e predação

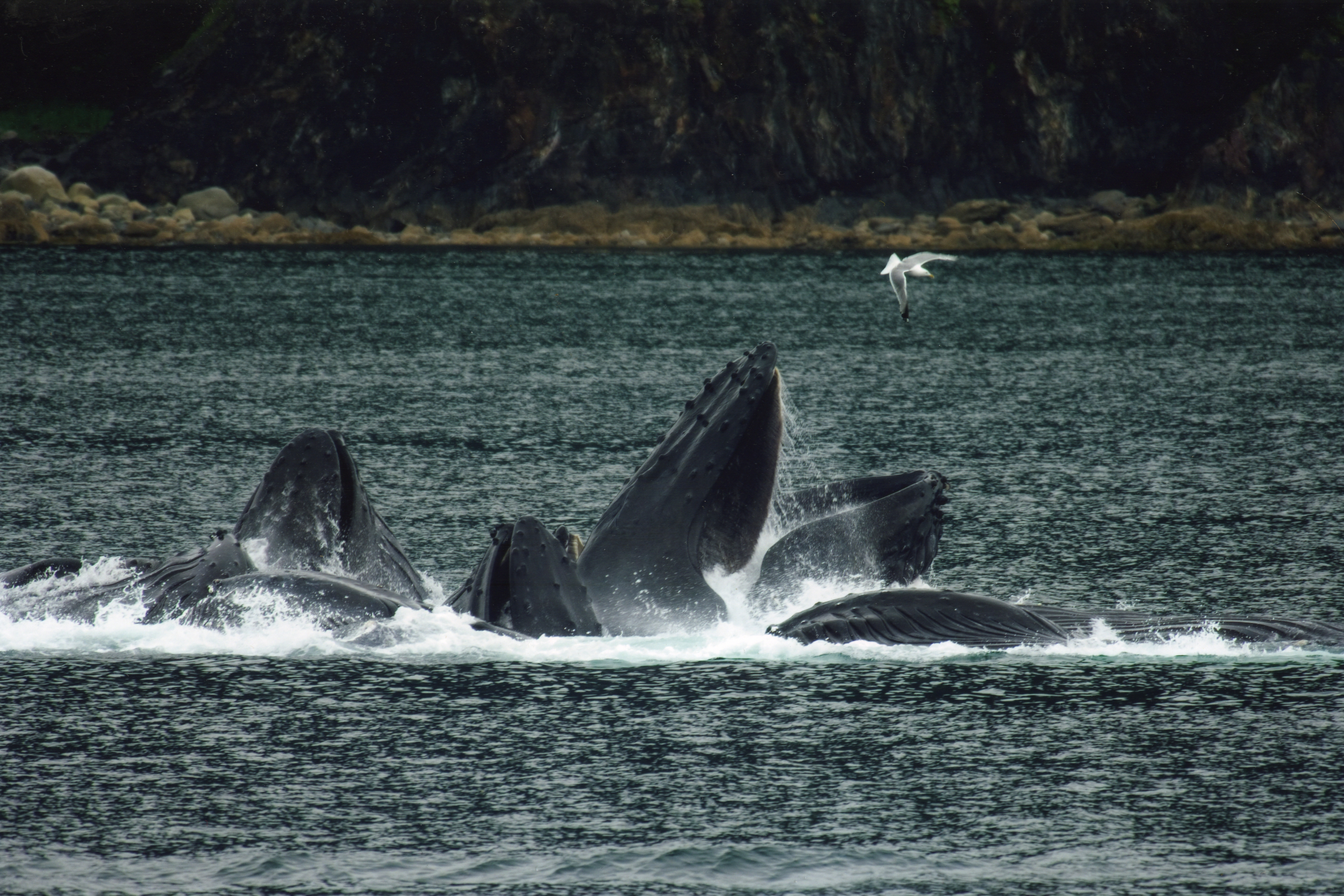
Um grupo de 15 baleias caçando pelo método de rede de borbulhas de ar perto de Juneau, no Alasca

A espécie alimenta-se exclusivamente durante o verão e vive de suas reservas de gordura durante o inverno. É um predador ativo que caça krill, copépodes e peixes em cardumes, como arenque (Clupea harengus), salmão, carapau (Scomber scombrus), escamudo (Pollachius virens) e arinca (Melanogrammus aeglefinus).
A baleia-jubarte tem o mais diversificado repertório de métodos alimentícios de todas as baleias. Sem dúvida a técnica de pesca mais original da jubarte é a de rede de bolhas: várias baleias formam um grupo que cerca o cardume por baixo e expulsam o ar de seus pulmões, formando uma rede de bolhas que vão forçando o cardume a se concentrar e subir para a superfície. Esta cortina de bolhas serve também para esconder visualmente as baleias até o ataque final, quando estas sobem com a boca aberta, filtrando milhares de krills e peixes na barbatana, expelindo a água salgada e engolindo de vez.
O diâmetro da rede de bolhas pode alcançar 30 m e precisar da colaboração de 12 indivíduos. Algumas baleias assumem a tarefa de criar as bolhas, ao emitir sons, expulsando o ar através de seus espiráculos, e outras mergulham mais em direção ao fundo para forçar os peixes na direção da superfície. É possivelmente o exemplo mais espetacular de colaboração entre mamíferos marinhos, além de ser um comportamento relativamente raro de se observar na natureza. Esse evento é uma das poucas vezes onde pode ver-se jubartes em um grande número, e é mais usado em locais de alimentação como na Antártica, onde o Krill é bem comum.

Embora não se saiba o quanto eles bebem, as baleias são capazes de beber água do mar porque têm rins especializados para processar o sal, que é excretado na urina. Embora possam beber água salgada, acredita-se que as baleias obtêm a maior parte da água de que precisam de suas presas — que incluem peixes, krill e copépodes. À medida que a baleia processa a presa, ela extrai água. Além disso, as baleias precisam de menos água do que nós. Como vivem em um ambiente aquoso, perdem menos água para o ambiente do que um humano (ou seja, as baleias não suam como nós e perdem menos água quando expiram). As baleias também comem presas com teor de sal semelhante ao teor de sal no sangue, o que também faz com que precisem de menos água fresca.

### Predadores
As jubartes podem ser atacadas pelas orcas ou tubarões-branco. Esses ataques geralmente não resultam em algo mais sério que escoriações ou cicatrizes em adultos, mas podem matar os filhotes para se alimentar.

### As jubartes e o Brasil
A população brasileira de jubartes se distribuía originalmente, durante a época reprodutiva, do Rio Grande do Norte a São Paulo; atualmente se concentra principalmente no Banco dos Abrolhos, uma extensão da plataforma continental recoberta por recifes de coral entre o sul da Bahia e o norte do Espírito Santo. Com a recuperação populacional da espécie observada em anos recentes, avistagens ao norte e ao sul desta região vêm se tornando mais frequentes, como na Bacia de Campos no Rio de Janeiro e no entorno de Ilhabela em São Paulo. A área de alimentação principal das jubartes brasileiras se encontra no entorno das ilhas Geórgia do Sul na região antártica. No Brasil, as jubartes foram caçadas desde 1602, primeiro na região do Recôncavo baiano, com a chegada dos baleeiros bascos, e depois pelas estações costeiras de caça à baleia, chamadas Armações, que se estabeleceram entre a Bahia e Santa Catarina e mataram jubartes sistematicamente pelo menos entre a Bahia e o litoral de São Paulo. Na primeira metade do século XX, baleeiros noruegueses e japoneses trouxeram navios para matar as baleias que restavam em águas brasileiras, um massacre que só terminou de vez em 1985 quando o então Presidente José Sarney suspendeu a caça de baleias no país. Em 1987, a aprovação pelo Congresso da Lei Federal 7/643, que proíbe a captura e o molestamento intencional de toda espécie de cetáceo em águas jurisdicionais brasileiras, coroou quase duas décadas de campanhas contra a matança por ativistas brasileiros, e inaugurou uma nova política de Estado do Brasil a favor da conservação e do uso exclusivamente não-letal desses animais através da pesquisa científica e do ecoturismo. Na Praia do Forte, as ruínas da armação baleeira existente no que hoje são os jardins do Tivoli Ecoresort constituem um dos mais antigos testemunhos históricos da atividade baleeira ainda existentes no Brasil. Atualmente, a população das jubartes se recupera, e as pessoas tem a consciência de que uma baleia vale mais viva do que morta.
A região ao redor do arquipélago de Abrolhos parece ser um local bastante apropriado para as fêmeas e suas crias: em nenhum lugar do mundo tem-se uma concentração tão grande de filhotes, quase 50% dos grupos de baleias avistados. Talvez os chapeirões e a formação coralínea típica e endêmica do Banco dos Abrolhos funcionem como uma proteção para os ventos mais frequentes vindos do sul, leste e nordeste nessa época de inverno, proporcionando a essas mães um local tranquilo para permanecerem com seus recém-nascidos.

## Relação com os humanos

### A caça das baleias

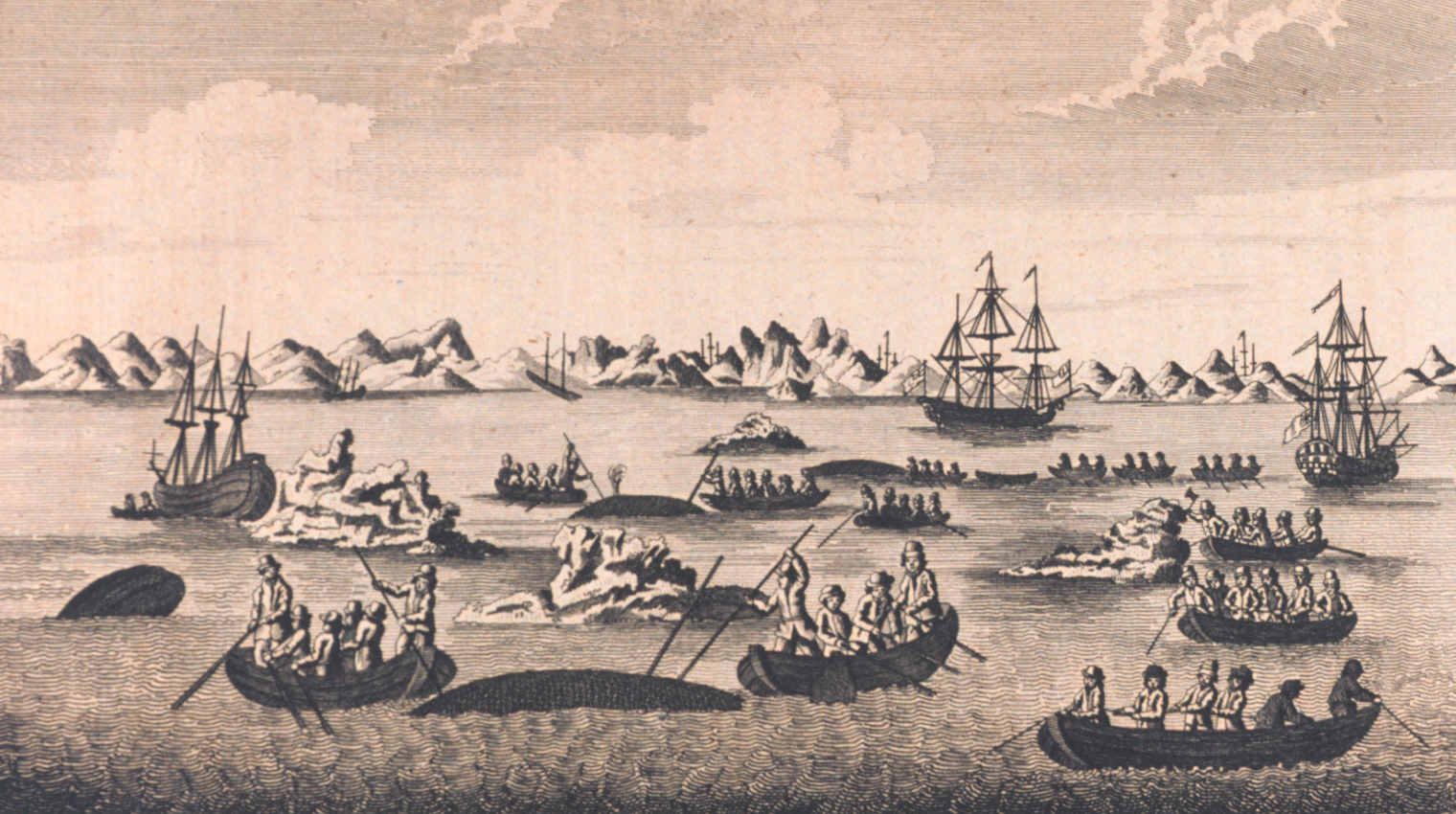
Gravura do século XVIII

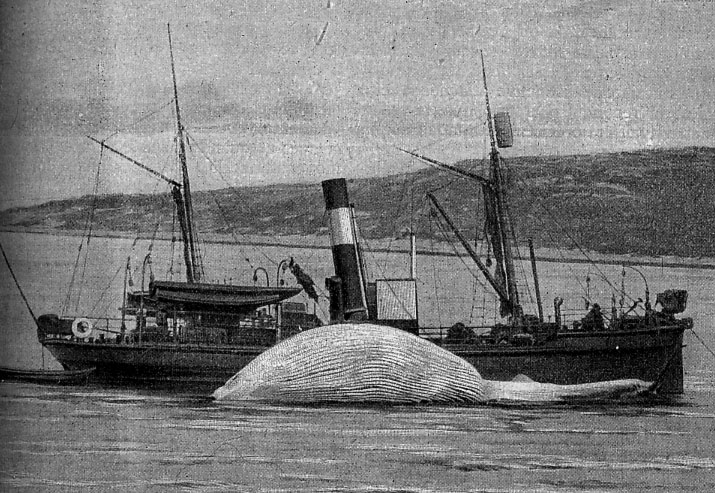
Preso ao barco, o corpo sem vida da baleia é levado até à fábrica. Fotografia do início do século XX

Baleias-jubarte começaram a ser caçadas no início do século XVIII. No século XIX, muitas nações estavam caçando-as intensamente no Oceano Atlântico e, em menor quantidade, nos oceanos Índico e Pacífico. No final desse século, foram introduzidos o uso de arpões explosivos para aumentar ainda mais a caça. No século XX, ao menos 200 000 baleias foram capturadas. A caça comercial de baleias expandiu-se pelo mundo, devastando grandes populações e reduzindo muitas espécies a menos que 10% de sua abundância original. A superexploração de muitas espécies resultou na criação da Comissão Internacional Baleeira em 1946 como um meio de regular a indústria baleeira, mas grandes números de baleias continuaram a ser mortas. Alguns países (Espanha, França, Holanda, Inglaterra) renunciaram a esta atividade de forma voluntária. Para impedir a extinção das baleias, uma moratória internacional foi instituída, em 1986, proibindo a caça comercial que continua sendo aplicada atualmente. Quando esta moratória foi decidida, as baleias eram já tão raras que sua caça não era rentável. Oficialmente tinham-se caçado 250 000 exemplares, mas provavelmente o número era muito maior. A União Soviética era considerada o primeiro país a mentir sobre estes dados, declarando 2 710 mortes enquanto se calcula atualmente que caçaram ao menos 48 000 exemplares. Após a moratória, o crescimento populacional foi verificado para a maioria das subpopulações. Foi um item importante para a economia, pois da baleia se aproveitava quase tudo: A língua era uma iguaria exportada para Europa; Os ossos eram usados para confecção de botões e farinha; As barbatanas se transformavam em leques e espartilhos; O óleo, um dos principais itens, era usado nas construções e iluminação pública.
Desde 2004 é permitida uma caça limitada nas ilhas São Vicente e Granadinas, no Caribe. Supõe-se que esta caça não põe em risco a população local. As espécies de baleias foram muito exploradas no Hemisfério Sul, tanto em locais costeiros como em águas pelágicas na maioria dos oceanos. Desde 1987, estão protegidas em águas brasileiras pelo Decreto Lei n° 7643 de 18 de dezembro de 1987, que proíbe a caça e molestamento intencional de cetáceos em nossas águas.
Hoje, dentre todas as espécies de grandes cetáceos, a jubarte é uma das mais conhecidas do público em geral, graças às filmagens e fotografias mundialmente divulgadas e ao seu canto.

### Ameaças
As baleias ainda sofrem ameaças, como colisão com embarcações, emalhamento em redes de pesca, poluição sonora e do mar. Como outros cetáceos, jubartes podem ser machucadas com o barulho excessivo, podendo causar feridas traumáticas nos ouvidos.

### O turismo de observação
A boca de uma baleia-jubarte pode alcançar até três metros, mas sua garganta pode se estender somente até cerca de 38 cm de diâmetro, de modo que é impossível que a espécie seja capaz de engolir um ser humano. As baleias-jubarte geralmente são "amigáveis", aproximando-se espontaneamente dos barcos, nadando e realizando saltos a seu redor. Elas também não aparentam ter medo de dispositivos como câmeras fotográficas ou celulares. Por esse comportamento tranquilo, são consideradas Gigantes Gentis. Devido ao fato de serem fáceis de chegar perto, curiosas, identificáveis como indivíduos e expõem inúmeros comportamentos, é uma espécie ideal para o turismo de observação de baleias em vários lugares do mundo. Em 1994, um estudo detalhado calculou que o turismo de observação de baleias já gerava cerca de 500 milhões de dólares/ano em todo o planeta. Em muitos países, os projetos de pesquisa e preservação das baleias também se beneficiam do whalewatching, recebendo tanto informações importantes pela observação a partir de barcos de turismo, como através de doações voluntárias feitas pelos operadores de turismo. O que é uma forma de sensibilização ambiental, mostrando que uma baleia vale mais viva do que morta. No Brasil, os locais mais populares de observação de baleias-jubarte estão no litoral da Bahia: Morro de São Paulo, Praia do Forte, Itacaré e Caravelas. Incluindo a Jubarte, o Brasil é visitado por 37 espécies diferentes de baleias.[carece de fontes?]
A Comissão Internacional da Baleia desenvolveu um Manual internacional que estipula algumas normas a serem seguidas durante o turismo de observação. Segundo ela, é proibido:
- Aproximar-se de qualquer espécie de baleia com o motor engrenado a menos de 100 m de distância do animal mais próximo.
- Reengrenar o motor para afastar-se do grupo antes de avisar claramente nas baleias na superfície a uma distancia de, no mínimo, 50 m da embarcação
- Perseguir com o motor ligado qualquer baleia por mais de 30 min.
- Interromper ou tentar alterar o curso dos animais.
- Aproxima-se de um indivíduo ou grupo que já esteja submetido a aproximação de outras duas embarcações.
- Descer das embarcações para nadar com os animais.
- A aproximação de qualquer aeronave aos cetáceos em altitudes inferiores a 100 m a partir do nível do mar.

### Pesquisas

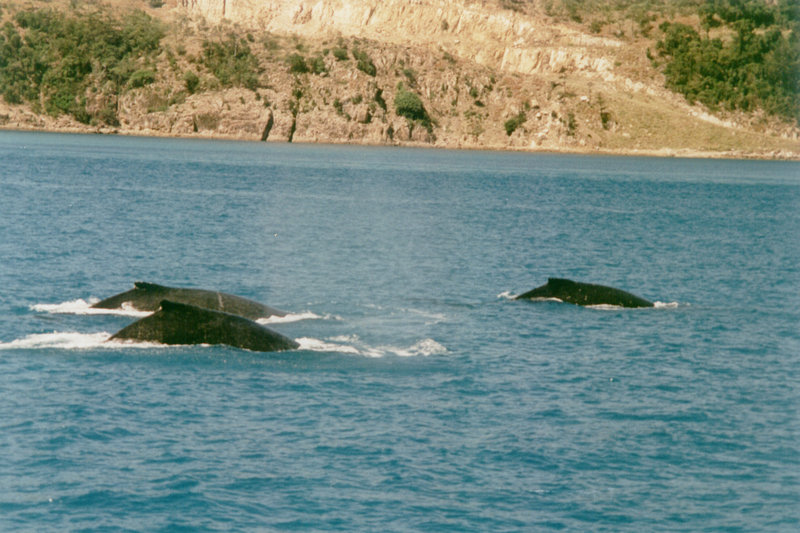
Grupo de jubartes no litoral australiano

Institutos e projetos de conservação e pesquisa sobre esses animais têm registrado o crescimento e a ocorrência da sua população no Brasil. Dentre eles há o Projeto Baleia Jubarte (PBJ) executado pelo Instituto Baleia Jubarte (IBJ) que iniciou suas pesquisas em 1987 quando foi redescoberta a presença de uma pequena população remanescente de baleias jubarte em Abrolhos. Sua finalidade é de promover a proteção e pesquisa destes mamíferos no Brasil. Esse projeto realiza trabalhos de ecologia, comportamento, bioacústica, foto-identificação, análises genéticas, necrópsias, resgate em encalhes e educação ambiental. A primeira base do projeto foi construída em Caravelas, de onde saem os cruzeiros de pesquisa para Abrolhos. Em 1988, foram realizados os primeiros cruzeiros para fotografar as baleias jubarte e as primeiras tentativas de estudar os animais a partir de uma estação em terra no arquipélago dos Abrolhos.
Como resultado da proibição da caça comercial e dos intensos trabalhos de conservação, verificou-se o aumento da população de jubartes de Abrolhos e a reocupação do litoral norte da Bahia, antiga área de ocorrência histórica da espécie. Por este motivo, em 2001, foi criada a segunda base do Instituto na Praia do Forte, ampliando assim a área de estudo e incluindo um Centro de Pesquisa e Educação Ambiental, que constitui um espaço de divulgação e conscientização da comunidade e visitantes quanto à existência e importância da conservação das baleias na região. Devido aos hábitos costeiros da espécie e ao estreitamento da plataforma continental no litoral norte da Bahia, as observações ocorrem próximo da costa, e o turismo de observação de baleias fomentado pelo IBJ como ferramenta de sensibilização da opinião pública contra a caça destes animais tem aumentado a cada ano.

### Conservação

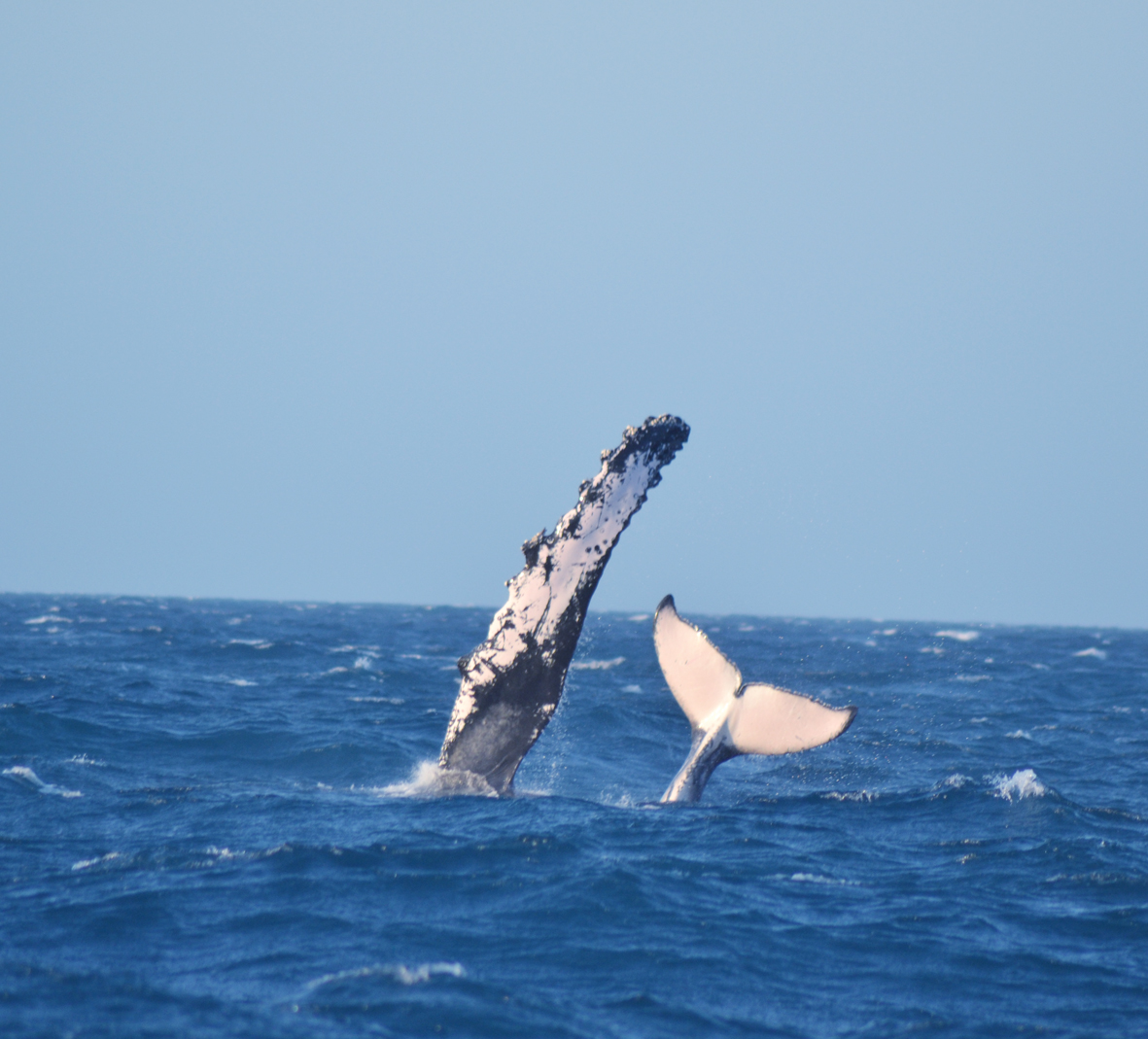
Espécime avistado em Abrolhos, Bahia

A baleia-jubarte, listada como "em perigo" pela Convenção sobre o Comércio Internacional das Espécies da Fauna e da Flora Silvestres Ameaçadas de Extinção (CITES), está registrada em seu Apêndice I e é protegida por todos os países com populações reprodutoras conhecidas. A União Internacional para a Conservação da Natureza (UICN / IUCN) avalia a espécie como menos preocupante (LC), pois é cosmopolita e sua grande distribuição abrange todos os oceanos. Segundo os dados mais recentes disponíveis, a população global é estimada em 135 000 indivíduos, e a população adulta em cerca de 84 000 indivíduos, o que é superior ao nível de três gerações atrás. Isso vale para a população global, bem como para as três principais populações regionais individualmente – Pacífico Norte, Atlântico Norte e Hemisfério Sul. A subpopulação do Mar Arábico parece ser isolada, é muito pequeno e está listado separadamente como em perigo.
No Brasil, a jubarte ocorre em várias listas de conservação: em 2005, foi classificada como vulnerável na Lista de Espécies da Fauna Ameaçadas do Espírito Santo; em 2014, sob a rubrica de "dados insuficientes" no Livro Vermelho da Fauna Ameaçada de Extinção no Estado de São Paulo e em perigo na Lista das Espécies da Fauna Ameaçadas de Extinção no Rio Grande do Sul; e em 2018, como quase ameaçada no Livro Vermelho da Fauna Brasileira Ameaçada de Extinção do Instituto Chico Mendes de Conservação da Biodiversidade (ICMBio) e como vulnerável na Lista das Espécies da Fauna Ameaçadas de Extinção no Estado do Rio de Janeiro; Os Parques Nacionais dos EUA forneceram santuário para jubartes em lugares como a Baía das Geleiras e o Litoral do Cabo Hatteras. Essas são áreas essenciais para a recuperação das populações de jubartes.

## Lendas

### Bake kujira
Bake kujira (Baleia fantasma) é um místico youkai do oeste japonês. Segundo a crença, eles são esqueletos fantasmagóricos de baleias que navegam perto da superfície do mar e habitam o litoral do Japão. Os espectros singram os oceanos seguidos por um séquito de misteriosos peixes e pássaros. Geralmente, aparecem em noites de chuva próxima a aldeias costeiras de baleeiros. Muitos pescadores afirmam que as almas das baleias caçadas assombram os mares em busca de vingança contra aqueles que tiraram suas vidas. De acordo com a lenda “A Maldição da baleia” trará: fome, pragas, incêndios e outros tipos de desastres para as aldeias manchadas com seu sangue. Em 1983, uma ossada de baleia intacta foi descoberta flutuando na costa de Anamizu, prefeitura de Ishikawa. Logo, o esqueleto foi nomeado como a “Bake kujira real".